# La Liga 2022–23
La Liga 2022–23, còn được gọi là La Liga Santander vì lý do tài trợ, là mùa giải thứ 92 của La Liga, giải đấu bóng đá hàng đầu của Tây Ban Nha. Giải đấu bắt đầu vào ngày 12 tháng 8 năm 2022 và dự kiến kết thúc vào ngày 4 tháng 6 năm 2023. Barcelona đã lên ngôi vô địch vào ngày 14 tháng 5 với 4 trận đấu trong tay, đây là danh hiệu thứ 27 của họ và là danh hiệu đầu tiên kể từ mùa giải 2018–19.
Real Madrid là đương kim vô địch, đã giành chức vô địch thứ 35 ở mùa giải trước.
Với việc Giải vô địch bóng đá thế giới 2022 bắt đầu vào ngày 20 tháng 11, giải đấu đã bị gián đoạn giữa mùa giải. Vòng đấu cuối cùng trước khi nghỉ diễn ra từ ngày 8 đến ngày 10 tháng 11, và giải đấu tiếp tục vào ngày 29 tháng 12. Mùa giải này là mùa giải đầu tiên kể từ 2012–13 kết thúc vào tháng Sáu.

## Thay đổi trước mùa giải

### Thăng hạng và xuống hạng
Tổng cộng có 20 đội tham dự giải, bao gồm 17 đội từ mùa 2021–22 và 3 đội thăng hạng từ Segunda División 2021–22 (2 đội đầu bảng và 1 đội thắng play-off thăng hạng).
Đội xuống hạng đến Segunda Division
Levante là đội đầu tiên xuống hạng vào ngày 12 tháng 5 năm 2022, sau khi để thua Real Madrid 0-6. Đội thứ hai là Alavés, vào ngày 15 tháng 5 năm 2022, sau thất bại 1-3 trước Levante. Đội cuối cùng là Granada, vào ngày 22 tháng 5 năm 2022, có kết quả hoà 0-0 với Espanyol, và các đối thủ trực tiếp là Cádiz và Mallorca đều giành chiến thắng.
Đội thăng hạng từ Segunda Division
Hai đội đầu tiên giành được suất thăng hạng từ Segunda División là Almería và Real Valladolid, hai đội đứng đầu mùa giải 2021–22. Almería trở lại La Liga sau 7 năm vắng bóng, Valladolid trở lại sau một năm. Đội cuối cùng được thăng hạng là Girona sau khi giành chiến thắng 3-1 trong trận chung kết play-off trước Tenerife, trở lại La Liga sau 3 năm.

## Các đội tham dự

### Sân vận động và địa điểm
| Đội             | Địa điểm      | Sân vận động           | Sức chứa |
| --------------- | ------------- | ---------------------- | -------- |
| Almería         | Almería       | Juegos Mediterráneos   | 15.000   |
| Athletic Bilbao | Bilbao        | San Mamés              | 53.289   |
| Atlético Madrid | Madrid        | Wanda Metropolitano    | 68,456   |
| Barcelona       | Barcelona     | Spotify Camp Nou       | 99.354   |
| Cádiz           | Cádiz         | Nuevo Mirandilla       | 20,724   |
| Celta Vigo      | Vigo          | Abanca-Balaídos        | 29.000   |
| Elche           | Elche         | Martínez Valero        | 33.732   |
| Espanyol        | Barcelona     | Sân vận động RCDE      | 40.000   |
| Getafe          | Getafe        | Coliseum Alfonso Pérez | 17.393   |
| Girona          | Girona        | Montilivi              | 11.810   |
| Mallorca        | Palma         | Visit Mallorca Estadi  | 24.262   |
| Osasuna         | Pamplona      | El Sadar               | 23.576   |
| Rayo Vallecano  | Madrid        | Vallecas               | 14.708   |
| Real Betis      | Seville       | Benito Villamarín      | 60.721   |
| Real Madrid     | Madrid        | Santiago Bernabéu      | 81.044   |
| Real Sociedad   | San Sebastián | Reale Arena            | 39.500   |
| Sevilla         | Seville       | Ramón Sánchez Pizjuán  | 43.883   |
| Valencia        | Valencia      | Mestalla               | 55.000   |
| Valladolid      | Valladolid    | José Zorilla           | 28.012   |
| Villarreal      | Villarreal    | La Cerámica            | 24.890   |

### Nhân sự và nhà tài trợ
| Đội             | Huấn luyện viên trưởng | Đội trưởng         | Nhà tài trợ trang phục | Nhà tài trợ chính      | (Các) nhà tài trợ khác                                                    |
| --------------- | ---------------------- | ------------------ | ---------------------- | ---------------------- | ------------------------------------------------------------------------- |
| Almería         | Rubi                   | César de la Hoz    | Castore                | Khaled Juffali Company | Power Horse1, Durrat Alarous2, Kudu Restaurants3, TCI GECOMP3             |
| Athletic Bilbao | Ernesto Valverde       | Iker Muniain       | New Balance            | Kutxabank              | Digi Communications1                                                      |
| Atlético Madrid | Diego Simeone          | Koke               | Nike                   | WhaleFin               | Ria Money Transfer1, Hyundai2                                             |
| Barcelona       | Xavi                   | Sergio Busquets    | Nike                   | Spotify                | UNHCR1                                                                    |
| Cádiz           | Sergio                 | Álex Fernández     | Macron                 | Digi Communications    | Humanox2, Motoreto2, Wehumans23                                           |
| Celta Vigo      | Carlos Carvalhal       | Hugo Mallo         | Adidas                 | Estrella Galicia 0,0   | Abanca1, AIX Investment Group2, Grupo Recalvi3                            |
| Elche           | Sebastián Beccacece    | Gonzalo Verdú      | Nike                   | TM Real Estate Group   | Sfidante2                                                                 |
| Espanyol        | Luis García            | Sergi Darder       | Kelme                  | Riviera Maya           | Digi Communications1, Reale Seguros2, Crypto SNACK3                       |
| Getafe          | José Bordalás          | Djené Dakonam      | Joma                   | Tecnocasa Group        | Motoreto3                                                                 |
| Girona          | Míchel                 | Cristhian Stuani   | Puma                   | Gosbi                  | Open Arms2, Costa Brava3, Parlem3                                         |
| Mallorca        | Javier Aguirre         | Antonio Raíllo     | Nike                   | αGEL                   | Alua Hotels & Resorts1, Juaneda1, OK Mobility2, Air Europa3, Specialized3 |
| Osasuna         | Jagoba Arrasate        | David García       | Adidas                 | Verleal                | HR Motor1, Clínica Universidad de Navarra3                                |
| Rayo Vallecano  | Andoni Iraola          | Óscar Trejo        | Umbro                  | Digi Communications    | Los Sueños Development Group1                                             |
| Real Betis      | Manuel Pellegrini      | Andrés Guardado    | Hummel                 | Finetwork              | LegacyFX1, Reale Seguros2, MuchBetter3                                    |
| Real Madrid     | Carlo Ancelotti        | Karim Benzema      | Adidas                 | Emirates               | Không có                                                                  |
| Real Sociedad   | Imanol Alguacil        | Asier Illarramendi | Macron                 | Cazoo                  | Kutxabank1, Reale Seguros2, Finetwork3                                    |
| Sevilla         | José Luis Mendilibar   | Jesús Navas        | Castore                | Degiro                 | Andex1, Valvoline2                                                        |
| Valencia        | Rubén Baraja           | José Gayà          | Puma                   | Cazoo                  | Herrero Brigantina1, Sailun Tyres2, Škoda3                                |
| Valladolid      | Paulo Pezzolano        | Jordi Masip        | Adidas                 | Estrella Galicia 0,0   | Herbalife Nutrition1, JD Sports2, INEXO3                                  |
| Villarreal      | Quique Setién          | Raúl Albiol        | Joma                   | Pamesa Cerámica        | Zoomex1, Color Star Technology2                                           |

1. ^ Sau lưng áo.
2. ^ Trên ống tay áo.
3. ^ Trên quần.

## Số đội theo vùng
| Thứ hạng | Vùng               | Số đội | Danh sách đội                                        |
| -------- | ------------------ | ------ | ---------------------------------------------------- |
| 1        | Andalucía          | 4      | Almería, Cádiz, Real Betis, Sevilla                  |
| 1        | Cộng đồng Madrid   | 4      | Atlético Madrid, Getafe, Rayo Vallecano, Real Madrid |
| 3        | Catalunya          | 3      | Barcelona, Girona, Espanyol                          |
| 3        | Cộng đồng Valencia | 3      | Elche, Valencia, Villarreal                          |
| 5        | Xứ Basque          | 2      | Athletic Bilbao, Real Sociedad                       |
| 6        | Quần đảo Baleares  | 1      | Mallorca                                             |
| 6        | Castilla và León   | 1      | Real Valladolid                                      |
| 6        | Galicia            | 1      | Celta Vigo                                           |
| 6        | Navarra            | 1      | Osasuna                                              |

## Bảng xếp hạng

### Vị trí trên bảng xếp hạng
| VT | Đội             | ST | T  | H  | B  | BT | BB | HS  | Đ  | Giành quyền tham dự hoặc xuống hạng        |
| -- | --------------- | -- | -- | -- | -- | -- | -- | --- | -- | ------------------------------------------ |
| 1  | Barcelona       | 38 | 28 | 4  | 6  | 70 | 20 | +50 | 88 | Lọt vào vòng bảng Champions League         |
| 2  | Real Madrid     | 38 | 24 | 6  | 8  | 75 | 36 | +39 | 78 | Lọt vào vòng bảng Champions League         |
| 3  | Atlético Madrid | 38 | 23 | 8  | 7  | 70 | 33 | +37 | 77 | Lọt vào vòng bảng Champions League         |
| 4  | Real Sociedad   | 38 | 21 | 8  | 9  | 51 | 35 | +16 | 71 | Lọt vào vòng bảng Champions League         |
| 5  | Villarreal      | 38 | 19 | 7  | 12 | 59 | 40 | +19 | 64 | Lọt vào vòng bảng Europa League            |
| 6  | Real Betis      | 38 | 17 | 9  | 12 | 46 | 41 | +5  | 60 | Lọt vào vòng bảng Europa League            |
| 7  | Osasuna         | 38 | 15 | 8  | 15 | 37 | 42 | −5  | 53 |                                            |
| 8  | Athletic Bilbao | 38 | 14 | 9  | 15 | 47 | 43 | +4  | 51 | Lọt vào vòng loại Europa Conference League |
| 9  | Mallorca        | 38 | 14 | 8  | 16 | 37 | 43 | −6  | 50 |                                            |
| 10 | Girona          | 38 | 13 | 10 | 15 | 58 | 55 | +3  | 49 |                                            |
| 11 | Rayo Vallecano  | 38 | 13 | 10 | 15 | 45 | 53 | −8  | 49 |                                            |
| 12 | Sevilla         | 38 | 13 | 10 | 15 | 47 | 54 | −7  | 49 | Lọt vào vòng bảng Champions League         |
| 13 | Celta Vigo      | 38 | 11 | 10 | 17 | 43 | 53 | −10 | 43 |                                            |
| 14 | Cádiz           | 38 | 10 | 12 | 16 | 30 | 53 | −23 | 42 |                                            |
| 15 | Getafe          | 38 | 10 | 12 | 16 | 34 | 45 | −11 | 42 |                                            |
| 16 | Valencia        | 38 | 11 | 9  | 18 | 42 | 45 | −3  | 42 |                                            |
| 17 | Almería         | 38 | 11 | 8  | 19 | 49 | 65 | −16 | 41 |                                            |
| 18 | Valladolid (R)  | 38 | 11 | 7  | 20 | 33 | 63 | −30 | 40 | Xuống hạng chơi ở Segunda División         |
| 19 | Espanyol (R)    | 38 | 8  | 13 | 17 | 52 | 69 | −17 | 37 | Xuống hạng chơi ở Segunda División         |
| 20 | Elche (R)       | 38 | 5  | 10 | 23 | 30 | 67 | −37 | 25 | Xuống hạng chơi ở Segunda División         |

1. ↑  Vì đội xếp thứ 7 là Osasuna bị cấm thi đấu cúp châu Âu do dàn xếp tỷ số trong lịch sử nên suất dự UEFA Europa Conference League 2023–24 được chuyển sang cho Bilbao.
2. 1 2 3  Chỉ số đối đầu: Girona 8, Rayo Vallecano 6, Sevilla 1.
3. ↑  Sevilla lọt vào vòng bảng Champions League với tư cách đội vô địch UEFA Europa League 2022–23.
4. 1 2 3  Chỉ số đối đầu: Cádiz 8, Getafe 5, Valencia 3.

### Kết quả
| Nhà \ Khách     | BAR | RMA | ATM | RSO | VIL | BET | OSA | ATH | MLL | GIR | RAY | SEV | CEL | CAD | GET | VAL | ALM | VLL | ESP | ELC |
| --------------- | --- | --- | --- | --- | --- | --- | --- | --- | --- | --- | --- | --- | --- | --- | --- | --- | --- | --- | --- | --- |
| Barcelona       | —   | 2–1 | 1–0 | 1–2 | 3–0 | 4–0 | 1–0 | 4–0 | 3–0 | 0–0 | 0–0 | 3–0 | 1–0 | 2–0 | 1–0 | 1–0 | 2–0 | 4–0 | 1–1 | 3–0 |
| Real Madrid     | 3–1 | —   | 1–1 | 0–0 | 2–3 | 2–1 | 1–1 | 1–1 | 4–1 | 1–1 | 2–1 | 3–1 | 2–0 | 2–1 | 1–0 | 2–0 | 4–2 | 6–0 | 3–1 | 4–0 |
| Atlético Madrid | 0–1 | 1–2 | —   | 2–1 | 0–2 | 1–0 | 3–0 | 1–0 | 3–1 | 2–1 | 1–1 | 6–1 | 4–1 | 5–1 | 1–1 | 3–0 | 2–1 | 3–0 | 1–1 | 2–0 |
| Real Sociedad   | 1–4 | 2–0 | 1–1 | —   | 1–0 | 0–2 | 2–0 | 3–1 | 1–0 | 2–2 | 2–1 | 2–1 | 1–1 | 0–0 | 2–0 | 1–1 | 1–0 | 0–1 | 2–1 | 2–0 |
| Villarreal      | 0–1 | 2–1 | 2–2 | 2–0 | —   | 1–1 | 2–0 | 5–1 | 0–2 | 1–0 | 0–1 | 1–1 | 3–1 | 2–0 | 2–1 | 2–1 | 2–1 | 1–2 | 4–2 | 4–0 |
| Real Betis      | 1–2 | 0–0 | 1–2 | 0–0 | 1–0 | —   | 1–0 | 0–0 | 1–0 | 2–1 | 3–1 | 1–1 | 3–4 | 0–2 | 0–1 | 1–1 | 3–1 | 2–1 | 3–1 | 3–0 |
| Osasuna         | 1–2 | 0–2 | 0–1 | 0–2 | 0–3 | 3–2 | —   | 2–0 | 1–0 | 2–1 | 2–1 | 2–1 | 0–0 | 2–0 | 0–2 | 1–2 | 3–1 | 2–0 | 1–0 | 2–1 |
| Athletic Bilbao | 0–1 | 0–2 | 0–1 | 2–0 | 1–0 | 0–1 | 0–0 | —   | 0–0 | 2–3 | 3–2 | 0–1 | 2–1 | 4–1 | 0–0 | 1–0 | 4–0 | 3–0 | 0–1 | 0–1 |
| Mallorca        | 0–1 | 1–0 | 1–0 | 1–1 | 4–2 | 1–2 | 0–0 | 1–1 | —   | 1–1 | 3–0 | 0–1 | 1–0 | 1–0 | 3–1 | 1–0 | 1–0 | 1–0 | 1–1 | 0–1 |
| Girona          | 0–1 | 4–2 | 0–1 | 3–5 | 1–2 | 1–2 | 1–1 | 2–1 | 2–1 | —   | 2–2 | 2–1 | 0–1 | 1–1 | 3–1 | 1–0 | 6–2 | 2–1 | 2–1 | 2–0 |
| Rayo Vallecano  | 2–1 | 3–2 | 1–2 | 0–2 | 2–1 | 1–2 | 2–1 | 0–0 | 0–2 | 2–2 | —   | 1–1 | 0–0 | 5–1 | 0–0 | 2–1 | 2–0 | 2–1 | 1–2 | 2–1 |
| Sevilla         | 0–3 | 1–2 | 0–2 | 1–2 | 2–1 | 0–0 | 2–3 | 1–1 | 2–0 | 0–2 | 0–1 | —   | 2–2 | 1–0 | 2–1 | 1–1 | 2–1 | 1–1 | 3–2 | 3–0 |
| Celta Vigo      | 2–1 | 1–4 | 0–1 | 1–2 | 1–1 | 1–0 | 1–2 | 1–0 | 0–1 | 1–1 | 3–0 | 1–1 | —   | 3–0 | 1–1 | 1–2 | 2–2 | 3–0 | 2–2 | 1–0 |
| Cádiz           | 0–4 | 0–2 | 3–2 | 0–1 | 0–0 | 0–0 | 0–1 | 0–4 | 2–0 | 2–0 | 1–0 | 0–2 | 1–0 | —   | 2–2 | 2–1 | 1–1 | 2–0 | 2–2 | 1–1 |
| Getafe          | 0–0 | 0–1 | 0–3 | 2–1 | 0–0 | 0–1 | 2–1 | 2–2 | 2–0 | 3–2 | 1–1 | 2–0 | 1–0 | 0–0 | —   | 1–0 | 1–2 | 2–3 | 1–2 | 1–1 |
| Valencia        | 0–1 | 1–0 | 0–1 | 1–0 | 1–1 | 3–0 | 1–0 | 1–2 | 1–2 | 1–0 | 1–1 | 0–2 | 3–0 | 0–1 | 5–1 | —   | 2–2 | 2–1 | 2–2 | 2–2 |
| Almería         | 1–0 | 1–2 | 1–1 | 0–2 | 0–2 | 2–3 | 0–1 | 1–2 | 3–0 | 3–2 | 3–1 | 2–1 | 3–1 | 1–1 | 1–0 | 2–1 | —   | 0–0 | 3–1 | 2–1 |
| Valladolid      | 3–1 | 0–2 | 2–5 | 1–0 | 0–3 | 0–0 | 0–0 | 1–3 | 3–3 | 1–0 | 0–1 | 0–3 | 4–1 | 0–1 | 0–0 | 1–0 | 1–0 | —   | 2–1 | 2–1 |
| Espanyol        | 2–4 | 1–3 | 3–3 | 2–3 | 0–1 | 1–0 | 1–1 | 1–2 | 2–1 | 2–2 | 0–2 | 2–3 | 1–3 | 0–0 | 1–0 | 2–2 | 3–3 | 1–0 | —   | 2–2 |
| Elche           | 0–4 | 0–3 | 1–0 | 0–1 | 3–1 | 2–3 | 1–1 | 1–4 | 1–1 | 1–2 | 4–0 | 1–1 | 0–1 | 1–1 | 0–1 | 0–2 | 1–1 | 1–1 | 0–1 | —   |

## Thống kê mùa giải

### Ghi bàn hàng đầu
| STT | Cầu thủ            | Câu lạc bộ      | Số bàn thắng |
| --- | ------------------ | --------------- | ------------ |
| 1   | Robert Lewandowski | Barcelona       | 23           |
| 2   | Karim Benzema      | Real Madrid     | 19           |
| 3   | Joselu             | Espanyol        | 16           |
| 4   | Antoine Griezmann  | Atlético Madrid | 15           |
| 4   | Borja Iglesias     | Real Betis      | 15           |
| 4   | Vedat Muriqi       | Mallorca        | 15           |
| 7   | Enes Ünal          | Getafe          | 14           |
| 8   | Taty Castellanos   | Girona          | 13           |
| 8   | Álvaro Morata      | Atlético Madrid | 13           |
| 10  | Iago Aspas         | Celta Vigo      | 12           |
| 10  | Nicolas Jackson    | Villarreal      | 12           |
| 10  | Alexander Sørloth  | Real Sociedad   | 12           |

### Kiến tạo hàng đầu
| STT | Cầu thủ            | Câu lạc bộ      | Số kiến tạo |
| --- | ------------------ | --------------- | ----------- |
| 1   | Antoine Griezmann  | Atlético Madrid | 16          |
| 2   | Mikel Merino       | Real Sociedad   | 9           |
| 2   | Vinícius Júnior    | Real Madrid     | 9           |
| 4   | Rodrygo            | Real Madrid     | 8           |
| 5   | Ousmane Dembélé    | Barcelona       | 7           |
| 5   | Robert Lewandowski | Barcelona       | 7           |
| 5   | Raphinha           | Barcelona       | 7           |
| 5   | Rodrigo De Paul    | Atlético Madrid | 7           |
| 5   | Brian Oliván       | Espanyol        | 7           |
| 5   | Lucas Robertone    | Almería         | 7           |

### Giải thưởng Zamora
| STT | Cầu thủ               | Câu lạc bộ      | Số trận | Số bàn thua | Hiệu suất |
| --- | --------------------- | --------------- | ------- | ----------- | --------- |
| 1   | Marc-André ter Stegen | Barcelona       | 37      | 18          | 0.49      |
| 2   | Jan Oblak             | Atlético Madrid | 28      | 20          | 0.71      |
| 3   | Álex Remiro           | Real Sociedad   | 38      | 35          | 0.92      |
| 4   | Thibaut Courtois      | Real Madrid     | 31      | 29          | 0.94      |
| 5   | Predrag Rajković      | Mallorca        | 36      | 40          | 1.11      |

### Hat-tricks
| Cầu thủ           | Đội bóng        | Đối thủ     | Kết quả | Ngày                | Vòng |
| ----------------- | --------------- | ----------- | ------- | ------------------- | ---- |
| Oihan Sancet      | Athletic Bilbao | Cádiz       | 4–1 (H) | 3 tháng 2 năm 2023  | 20   |
| Pere Milla        | Elche           | Villarreal  | 3–1 (H) | 4 tháng 2 năm 2023  | 20   |
| Karim Benzema     | Real Madrid     | Valladolid  | 6–0 (H) | 2 tháng 4 năm 2023  | 27   |
| Taty Castellanos4 | Girona          | Real Madrid | 4–2 (H) | 25 tháng 4 năm 2023 | 31   |
| Karim Benzema     | Real Madrid     | Almería     | 4–2 (H) | 29 tháng 4 năm 2023 | 32   |
| Lázaro            | Almería         | Mallorca    | 3–0 (H) | 20 tháng 5 năm 2023 | 35   |

4 – Ghi 4 bàn thắng.

### Bàn thắng
- Bàn thắng đầu tiên của mùa giải:
 Ezequiel Ávila đội Osasuna trong trận đấu với Sevilla (12 tháng 8 năm 2022)
- Bàn thắng cuối cùng của mùa giải:
 Adrián Embarba đội Almería trong trận đấu với Espanyol (4 tháng 6 năm 2023)

### Kỷ luật

#### Cầu thủ
- Nhận nhiều thẻ vàng nhất: 14
  -  Fede San Emeterio (Cádiz)
  -  Óscar Gil (Espanyol)

- Nhận nhiều thẻ đỏ nhất: 3
  -  Florian Lejeune (Rayo Vallecano)
  -  Germán Pezzella (Real Betis)
  -  Isaac Carcelén (Cádiz)
  -  Luiz Felipe (Real Betis)
  -  Marcos Acuña (Sevilla)
  -  Pape Gueye (Sevilla)

#### Câu lạc bộ
- Nhận nhiều thẻ vàng nhất: 121
  - Mallorca
- Nhận nhiều thẻ đỏ nhất: 15
  - Real Betis
- Nhận ít thẻ vàng nhất: 68
  - Real Madrid
- Nhận ít thẻ đỏ nhất: 2
  - Real Sociedad

## Giải thưởng

### Giải thưởng tháng
| Tháng    | Cầu thủ xuất sắc nhất tháng | Cầu thủ xuất sắc nhất tháng | Tham khảo |
| Tháng    | Cầu thủ                     | Câu lạc bộ                  | Tham khảo |
| -------- | --------------------------- | --------------------------- | --------- |
| Tháng 8  | Borja Iglesias              | Real Betis                  | [ 29 ]    |
| Tháng 9  | Federico Valverde           | Real Madrid                 | [ 30 ]    |
| Tháng 10 | Robert Lewandowski          | Barcelona                   | [ 31 ]    |
| Tháng 1  | Alexander Sørloth           | Real Sociedad               | [ 32 ]    |
| Tháng 2  | Gabri Veiga                 | Celta Vigo                  | [ 33 ]    |
| Tháng 3  | Antoine Griezmann           | Atlético Madrid             | [ 34 ]    |
| Tháng 4  | Youssef En-Nesyri           | Sevilla                     | [ 35 ]    |
| Tháng 5  | Nicolas Jackson             | Villarreal                  | [ 36 ]    |

### Đội hình tiêu biểu của giải đấu

#### EA Sports
| VT | Cầu thủ               | Câu lạc bộ      | Tham khảo |
| -- | --------------------- | --------------- | --------- |
| TM | Marc-André ter Stegen | Barcelona       | [ 37 ]    |
| HV | Nahuel Molina         | Atlético Madrid | [ 37 ]    |
| HV | Jules Koundé          | Barcelona       | [ 37 ]    |
| HV | Éder Militão          | Real Madrid     | [ 37 ]    |
| HV | David García          | Osasuna         | [ 37 ]    |
| HV | Alejandro Balde       | Barcelona       | [ 37 ]    |
| TV | Gabri Veiga           | Celta Vigo      | [ 37 ]    |
| TV | Federico Valverde     | Real Madrid     | [ 37 ]    |
| TV | Mikel Merino          | Real Sociedad   | [ 37 ]    |
| TV | Pedri                 | Barcelona       | [ 37 ]    |
| TV | Luka Modrić           | Real Madrid     | [ 37 ]    |
| TĐ | Antoine Griezmann     | Atlético Madrid | [ 37 ]    |
| TĐ | Karim Benzema         | Real Madrid     | [ 37 ]    |
| TĐ | Robert Lewandowski    | Barcelona       | [ 37 ]    |
| TĐ | Vinícius Júnior       | Real Madrid     | [ 37 ]    |